# Mô hình địa chất

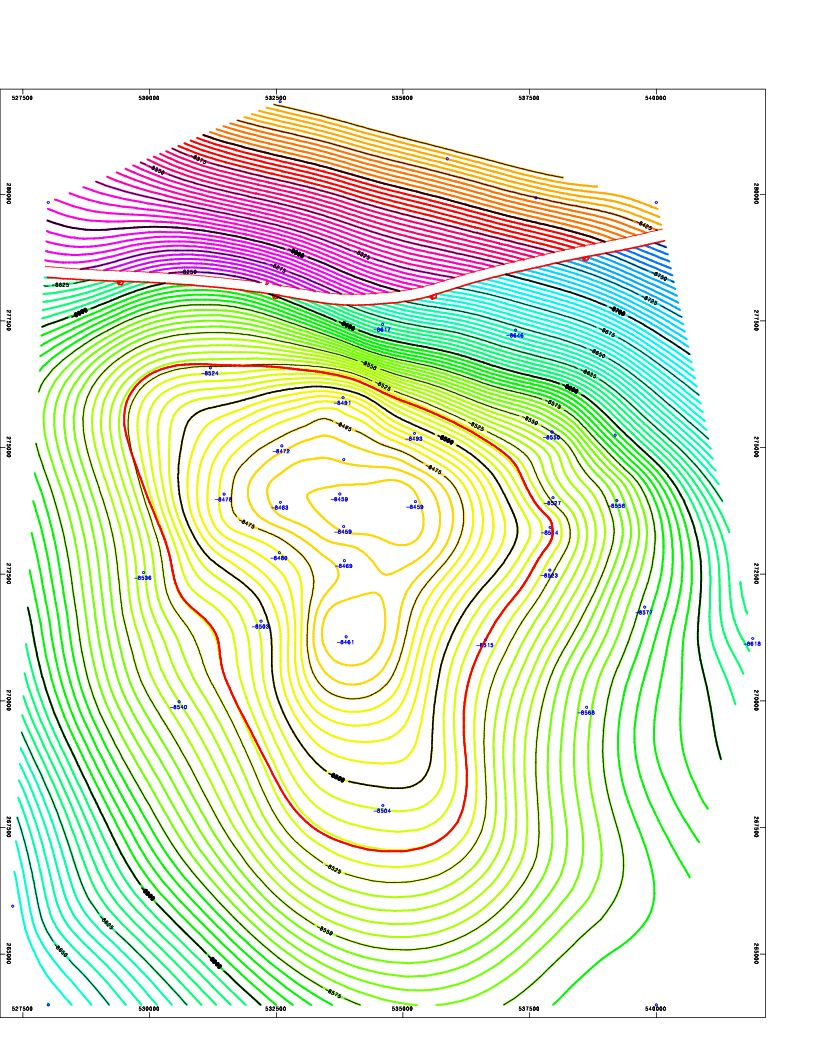
Bản đồ cấu trúc của mỏ Erath, Louisiana, Hoa Kỳ trong mô hình với các đường đẳng sâu được hiển thị bằng các màu sắc khác nhau.

Mô hình địa chất là sản phẩm của quá trình mô hình hoá địa chất, một môn khoa học ứng dụng sử dụng phần mềm máy tính để mô phỏng một phần của vỏ trái đất dựa vào các dữ liệu địa vật lý và địa chất.
Mô hình địa chất được sử dụng trong quản lý tài nguyên thiên nhiên, dự đoán thiên tai. Ứng dụng phổ biến nhất của nó là để quản lý và phát triển các mỏ dầu khí, nước ngầm và khoáng sản.
Trong ngành công nghiệp dầu khí, các mô hình địa chất dùng để cung cấp dữ liệu đầu vào cho các chương trình mô phỏng vỉa chứa, dự đoán sự thay đổi của các tầng đá dưới tác động của quá trình khai thác. Nhờ vào đó, các phương pháp khai thác tối ưu và hiệu quả nhất sẽ được lựa chọn.
Mô hình hoá địa chất là một nhánh mới của địa chất học, tích hợp kiến thức của địa chất cấu trúc, trầm tích học, địa tầng học, thạch học, địa hóa học, địa sinh học, địa mạo học, cổ sinh học…
Trong các mô hình địa chất, các đối tượng địa chất được xây dựng trong không gian ba chiều tạo ra một mạng lưới các ô đa diện.
Các ô này có hình dạng, kích thước và quy tắc sắp xếp theo trật tự của người xây dựng mô hình đề ra. Sau đó chúng được gán cho các thuộc tính thể hiện các tính chất của đá và vỉa chứa.

## Thành phần

### Bộ khung cấu trúc
Phản ánh thông tin về mặt không gian của các đối tượng địa chất, bao gồm các mặt lớp, đứt gãy, nếp gấp, mặt bất chỉnh hợp, mặt bào mòn… Một mạng lưới các ô đa diện có kích thước và hình dạng xác định được tạo ra trong không gian ba chiều để làm khung cho các tính chất khác. Kích thước của các ô càng nhỏ thì mô hình có độ phân giải càng cao, thể hiện được rõ các tính chất hơn, nhưng đồng thời cũng mất nhiều thời gian để máy tính xử lý hơn.

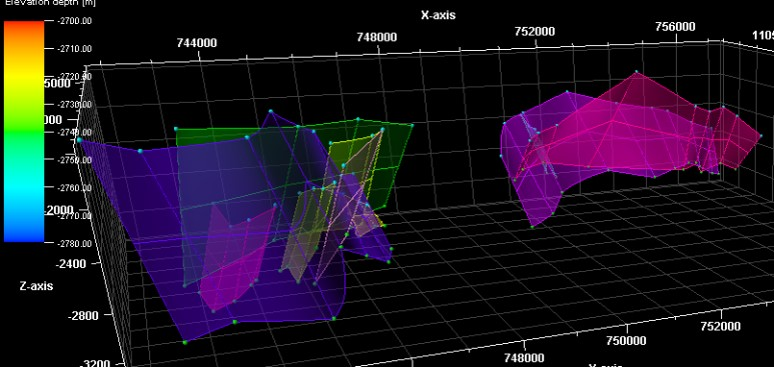
Các mặt đứt gãy trong không gian ba chiều của mô hình cấu trúc

### Loại đá
Mỗi ô trong mô hình sẽ được gán cho giá trị thể hiện một loại đá nhất định gắn với môi trường trầm tích tương ứng.

### Thuộc tính
Các tính chất của vỉa chứa bao gồm độ rỗng, độ thấm, mật độ, hàm lượng sét, độ bão hoà Hydrocarbon… hay những thứ ảnh hưởng đến khả năng chứa và cho dầu/khí của vỉa sẽ được đưa vào. Mỗi ô của mô hình chỉ chứa một giá trị duy nhất cho mỗi thuộc tính trên.

### Độ bão hòa chất lỏng
Hầu hết đá hoàn toàn bão hòa với nước ngầm. Đôi khi, trong những điều kiện thích hợp, một số không gian lỗ rỗng trong đá bị chiếm bởi các chất lỏng hoặc khí khác. Trong ngành năng lượng, dầu và khí tự nhiên là những chất lỏng được mô hình hóa phổ biến nhất. Các phương pháp ưa thích để tính độ bão hòa hydrocarbon trong mô hình địa chất kết hợp ước tính kích thước lỗ chân lông, mật độ của chất lỏng và chiều cao của tế bào trên tiếp xúc với nước, vì các yếu tố này tác động ảnh hưởng mạnh nhất đến hành động mao dẫn, cuối cùng kiểm soát bão hòa chất lỏng.

### Trữ lượng khoáng sản
Các nhà địa chất tham gia vào khai thác và thăm dò khoáng sản sử dụng mô hình địa chất để xác định hình dạng và vị trí của khoáng sản trong lớp dưới mặt đất. Các mô hình địa chất giúp xác định khối lượng và nồng độ khoáng chất, theo đó hạn chế kinh tế được áp dụng để xác định giá trị kinh tế của khoáng hóa. Các mỏ khoáng sản được coi là kinh tế có thể được phát triển thành mỏ.

## Công nghệ
Geomodelling và CAD chia sẻ rất nhiều công nghệ phổ biến. Phần mềm thường được triển khai bằng các công nghệ lập trình hướng đối tượng trong C ++, Java hoặc C # trên một hoặc nhiều nền tảng máy tính. Giao diện người dùng đồ họa thường bao gồm một hoặc một số cửa sổ đồ họa 3D và 2D để trực quan hóa dữ liệu không gian, diễn giải và mô hình hóa đầu ra. Hình dung như vậy thường đạt được bằng cách khai thác phần cứng đồ họa. Tương tác người dùng chủ yếu được thực hiện thông qua chuột và bàn phím, mặc dù các thiết bị trỏ 3D và môi trường ảo tự động có thể được sử dụng trong một số trường hợp cụ thể. GIS (Hệ thống thông tin địa lý) cũng là một công cụ được sử dụng rộng rãi để thao tác dữ liệu địa chất.

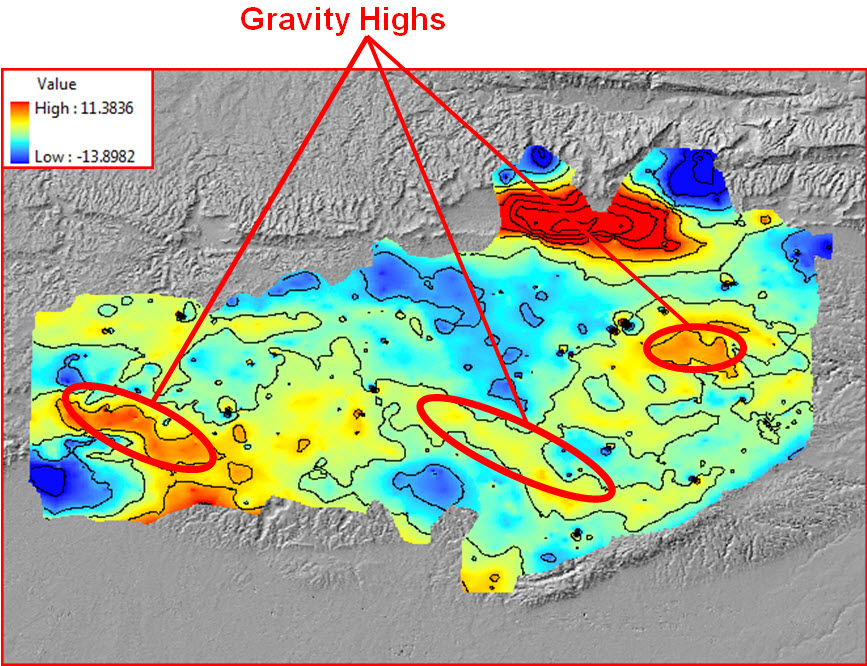
Gravity Highs

Các đối tượng hình học được biểu diễn với các đường cong và bề mặt tham số hoặc các mô hình rời rạc như lưới đa giác.

## Quy trình thực hiện
- Mô hình cấu trúc: Phần mềm sử dụng các kỹ thuật lập trình hướng đối tượng như C++, Java hay C# với một giao diện đồ hoạ người dùng. Thông thường người xây dựng mô hình sẽ thao tác bằng chuột và bàn phím với các hình ảnh hai chiều và ba chiều trực quan, chứ không phải bằng các dòng lệnh. Cách làm việc này tương tự như với các phần mềm CAD hoặc vẽ đồ hoạ vector.
- Mô hình loại đá và thuộc tính: Người dùng sẽ làm việc với các bảng nhập liệu và một số dòng lệnh được xây dựng sẵn nhằm gán các giá trị cụ thể cho các ô của mô hình. Dữ liệu đầu vào thường có được từ các giếng khoan thực tế. Tại các ô không có giếng khoan đi qua, những thuật toán nội suy của địa thống kê sẽ được sử dụng để suy đoán ra giá trị thích hợp.

## Nghiên cứu về mô hình địa chất
Những vấn đề liên quan đến mô hình địa chất:
- Xác định một Bản thể học thích hợp để mô tả các đối tượng địa chất ở nhiều quy mô khác nhau,
- Tích hợp các loại quan sát đa dạng vào geomodels 3D: dữ liệu bản đồ địa chất, dữ liệu lỗ khoan và diễn giải, hình ảnh địa chấn và diễn giải, dữ liệu trường tiềm năng, dữ liệu thử nghiệm tốt, v.v.,
- Kế toán tốt hơn cho các quá trình địa chất trong quá trình xây dựng mô hình,
- Đặc điểm không chắc chắn về mô hình để giúp đánh giá rủi ro. Do đó, mô hình địa chất có mối liên hệ chặt chẽ với Địa lý học và Lý thuyết vấn đề nghịch đảo,
- Áp dụng Mô phỏng địa lý đa điểm (MPS) được phát triển gần đây để tích hợp các nguồn dữ liệu khác nhau,
- Tối ưu hóa hình học tự động và bảo tồn cấu trúc liên kết,

## Lịch sử
Vào những năm 70, geomodelling chủ yếu bao gồm các kỹ thuật bản đồ 2D tự động như đường viền, được triển khai như FORTRAN thường xuyên giao tiếp trực tiếp với phần cứng âm mưu. Sự ra đời của các máy trạm với khả năng đồ họa 3D trong thập niên 80 đã tạo ra một thế hệ phần mềm trắc địa mới với giao diện người dùng đồ họa đã trở nên hoàn thiện trong những năm 90.
Kể từ khi thành lập, mô hình địa chất chủ yếu được thúc đẩy và hỗ trợ bởi ngành dầu khí.

## Phần mềm mô hình địa chất
Các nhà phát triển phần mềm đã xây dựng một số gói cho mục đích mô hình địa chất. Phần mềm này có thể hiển thị, chỉnh sửa, số hóa và tự động tính toán các tham số theo yêu cầu của các kỹ sư, nhà địa chất và khảo sát. Phần mềm hiện tại chủ yếu được phát triển và thương mại hóa bởi các nhà cung cấp phần mềm khai thác dầu khí:
Mô hình địa chất và trực quan hóa
- IRAP RMS Suite
- GeoticMine
- Geomodeller3D
- DecisionSpace Geosciences Suite
- Geosoft
- Dassault Systèmes GEOVIA
- GSI3D
- Seequent
- Maptek
- [[Petrel
- Rockworks
- SGS Genesis
- Move
- SKUA-GOCAD
- Datamine Software
- BGS Groundhog Desktop

Mô hình nước ngầm
- FEFLOW
- FEHM
- MODFLOW

- GMS
- Visual MODFLOW

- ZOOMQ3D

Hơn nữa, Hiệp hội công nghiệp hoặc các công ty đặc biệt làm việc để cải thiện tiêu chuẩn hóa và khả năng tương tác của cơ sở dữ liệu khoa học trái đất và phần mềm trắc địa:
- Tiêu chuẩn hóa: GeoSciML by the Commission for the Management and Application of Geoscience Information, of the International Union of Geological Sciences.
- Tiêu chuẩn hóa: RESQML(tm) by Energistics
- Khả năng tương tác: OpenSpirit, by TIBCO(r)